# Ismat Jahan
Pour les articles homonymes, voir Jahan.
 (mars 2023).
Ismat Jahan (née le 3 juin 1960) est une diplomate bangladaise qui est actuellement observatrice permanente de l'Organisation de la coopération islamique auprès de l'Union européenne. De 2009 à 2016, elle est ambassadrice du Bangladesh auprès de la Belgique, du Luxembourg et de l'Union européenne. De 2007 à 2009, elle est ambassadrice et représentante permanente du Bangladesh auprès des Nations unies,.

## Biographie

### Éducation
Diplomate de carrière de la promotion 1982 du service civil (Affaires étrangères), Ismat Jahan fait ses études à l'université de Dhaka avec une distinction et une maîtrise en économie.
Plus tard, elle obtient sa maîtrise en droit et en diplomatie à la Fletcher School, Université Tufts. Elle est également membre de la School of Foreign Service de l'Université de Georgetown aux États-Unis.

### Carrière
Au cours de sa carrière diplomatique, Ismat Jahan occupe divers postes au ministère des Affaires étrangères du Bangladesh ainsi que dans des missions à l'étranger, notamment les missions permanentes du Bangladesh à New York, à Genève, et le haut-commissariat à New Delhi. Elle est ambassadrice du Bangladesh aux Pays-Bas (2005-2007). À la suite de sa nomination en tant qu'ambassadrice aux Pays-Bas, Ismat Jahan devient représentante permanente du Bangladesh auprès des Nations Unies. Elle est la première femme représentante permanente du Bangladesh auprès de l'ONU.
De 2009 à 2016, Ismat Jahan est ambassadeur du Bangladesh en Belgique, au Luxembourg et chef de mission auprès de l'Union européenne. En 2010, Ismat Jahan est élue membre de la Convention sur l'élimination de toutes les formes de discriminations à l'égard des femmes (CEDAW).
En juillet 2016, elle est nommée à la tête de la mission d'observation permanente de l'Organisation de la coopération islamique (OCI) auprès de l'Union européenne. Dans son rôle, Jahan contribue à sensibiliser aux discours de haine anti-musulmans et antisémites, y compris aux discours de haine sur les réseaux sociaux. 

## Vie privée
Elle épouse Johannes den Heijer, ressortissant des Pays-Bas et professeur de langue et littérature arabes à l'Université Catholique de Louvain en Belgique. Cependant, en vertu d'une règle datant de 1976, les fonctionnaires du ministère des Affaires étrangères du Bangladesh ne sont pas autorisés à épouser des ressortissants étrangers. La loi est modifiée en 2008, à la suite de la demande d'Ismat Jahan d'épouser son fiancé néerlandais Johannes den Heijer.